# Czosnek karatawski

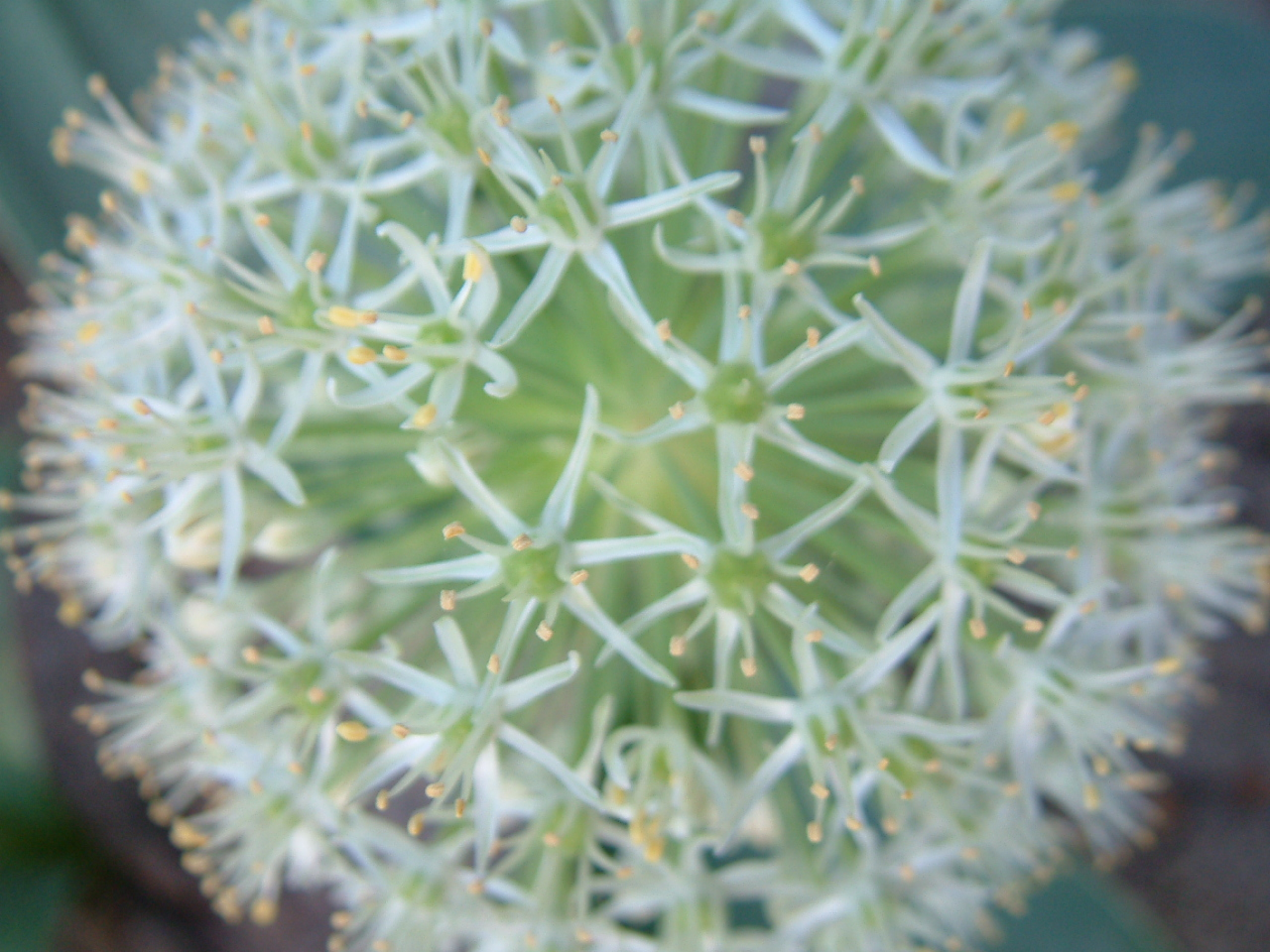
Kwiatostan A. karataviense

Czosnek karatawski (Allium karataviense Regel) – gatunek rośliny należący do rodziny czosnkowatych. Występuje na terenie Azji Środkowej, w Turkiestanie, Tadżykistanie i Uzbekistanie. Nazwa gatunkowa pochodzi od łańcucha górskiego Kara Tau w Kazachstanie, gdzie po raz pierwszy botanicy znaleźli ten gatunek.

## Morfologia
PokrójRoślina w czasie kwitnienia osiąga wysokość 25–30 cm. W naturze rośnie pojedynczo.
Cebuladuża.
ŁodygaProsto wzniesiona, sztywna; wysokość w uprawie raczej do 25, niż 30 cm.
LiścieSą najbardziej charakterystyczną cechą odróżniającą ten gatunek od innych czosnków. Występują zazwyczaj 2, rzadziej 3, szerokoeliptyczne (szerokość do 12 cm), mięsiste, na końcach podwinięte i zaokrąglone, niebieskawozielone z metalicznym połyskiem; u egzemplarzy o kwiatach różowych lub purpurowych brzegi liści zaczerwienione.
KwiatyZebrane w kuliste, gęste, średnicy 5–7 cm baldachy pozorne na szczycie łodygi. Przed rozwinięciem kwiatostan osłonięty jest błoniastą okrywą. Działki różowawe z czerwonym paskiem w środku lub białawe, lancetowate, na końcu zaostrzone.

## Biologia i ekologia
Bylina, geofit. Roślina w naturze występuje na pozbawionych lasu stokach górskich, a także w rzadkich zaroślach. Kwitnie od kwietnia do maja. Przyciąga motyle i pszczoły.

## Zastosowanie
- Zastosowanie. Roślina ozdobna, do zastosowania w ogrodach skalnych i alpinariach; można też sadzić pojedyncze egzemplarze na trawnikach. Łatwa w uprawie. Zalecane sadzenie w małych-średnich grupach lub pojedynczo. Może powodować alergię przy bezpośrednim kontakcie – przy sadzeniu używać rękawiczek.
- Wymagania. Mrozoodporność i wymagania klimatyczne – 4–8 strefa USDA; w Polsce mrozoodporność całkowita. Należy unikać nadmiernego nawodnienia, mogącego prowadzić do chorób grzybowych. Nasłonecznienie pełne lub półcień.
- Uprawa. Głębokość sadzenia 15 cm, odległość 20 cm. Gleba lekko wilgotna, ale lekka i przepuszczalna. Przekwitłe kwiatostany, choć mają wartość dekoracyjną, jeśli nie planujemy zbioru nasion, należy usuwać, aby nie osłabiać rośliny. Rozmnażanie – wysiew nasion lub przez podział cebul; nasiona zbierać po pełnym dojrzeniu (uwaga: dla zapobieżenia wysypywaniu kwiatostan umieścić w torebce przymocowanej do łodygi), wysiewać od razu późnym latem lub na jesieni do gruntu lub pojemników, które po przemrożeniu można przenieść do zimnej szklarni dla przyspieszenia kiełkowania.

## Niektórekultywary
- `Red Globe` – roślina większa, kwiatostany większe i bardziej regularne, kwiaty metalicznopurpurowe.
- `Ivory Queen` – kwiaty czysto białe.